# Anna Wierzbicka
Anna Wierzbicka geborene Smoleńska (* 10. März 1938 in Warschau) ist eine polnische Linguistin, die seit 1973 in Australien lehrt.

## Leben
Wierzbicka studierte ab 1954 polnische Philologie an der Universität Warschau und promovierte 1964 an der Akademie der Wissenschaften über polnische Renaissanceliteratur. Es folgten Studienaufenthalte an der Akademie der Wissenschaften in Moskau, dem Massachusetts Institute of Technology und der University of Oxford. 1969 habilitierte sie sich in Warschau über semantische Primitiva.
Nach der Scheidung von ihrem ersten Ehemann, dem Journalisten Piotr Wierzbicki (* 1935), heiratete sie 1970 den australischen Übersetzer John Besemeres, den sie in Oxford kennengelernt hatte. 1972 wanderten sie nach Australien aus. Ab 1973 lehrte Wierzbicka an der Australian National University in Canberra, ab 1989 als Professorin.
Seit 1999 ist sie ausländisches Mitglied der Russischen Akademie der Wissenschaften. Der Polnischen Akademie der Gelehrsamkeit in Krakau gehört sie ebenfalls als auswärtiges Mitglied an.

## Forschung
Wierzbicka ist hauptsächlich mit ihren Arbeiten zur Semantik bekannt geworden. Dabei orientiert sie sich an Sprachphilosophen wie Leibniz (Begriffslehre) und Descartes. In der von ihr entwickelten Natural Semantic Metalanguage postuliert sie rund 60 Basisbegriffe oder Konzepte, die in allen Sprachen der Welt vorkommen sollen. Mit diesen Begriffen ließen sich dann alle weiteren Konzepte erklären. Für deren Ableitung hat sie kleine Skripte entwickelt, die den zu analysierenden Begriff schrittweise in die Basisbegriffe überführen. Sie und ihre Schüler haben für einige Sprachen gezeigt, dass das tatsächlich möglich ist.

## Schriften
- Semantic Primitives. Athenäum-Verlag, Frankfurt, 1972, ISBN 3-7610-4822-X.
- The Case for Surface Case. Karoma Publishers, 1980, ISBN 0-89720-027-6.
- Lingua Mentalis: The Semantics of Natural Language. Brill Academic Publishers, 1981, ISBN 0-12-750050-2.
- Lexicography and Conceptual Analysis. Karoma Publishers, 1984, ISBN 0-89720-069-1.
- English Speech Act Verbs: A Semantic Dictionary. Academic Press, 1987, ISBN 0-12-312810-2.
- The Semantics of Grammar. John Benjamins Publ., Amsterdam/Philadelphia, 1988, ISBN 90-272-3019-6.
- Semantics, Culture and Cognition: Universal Human Concepts in Culture-Specific Configurations. Oxford University Press, Oxford/New York, 1992, ISBN 0-19-507326-6.
- Semantics: Primes and Universals. Oxford University Press, Oxford/New York, 1996, ISBN 0-19-870003-2.
- Understanding Cultures Through Their Key Words: English, Russian, Polish, German, Japanese. Oxford University Press, Oxford/New York, 1997, ISBN 0-19-508836-0.
- Emotions Across Languages and Cultures: Diversity and Universals. Cambridge University Press, Cambridge UK, 1999, ISBN 0-521-59971-7.
- What Did Jesus Mean? Explaining the Sermon on the Mount and the Parables in Simple and Universal Human Concepts. Oxford University Press, New York NY, 2001, ISBN 0-19-513733-7.
- Cross-Cultural Pragmatics: The Semantics of Human Interaction. 2. Auflage. Mouton de Gruyter, Berlin/New York, 2003, ISBN 3-11-017769-2.
- English: Meaning and Culture. Oxford University Press, New York NY, 2006, ISBN 0-19-517475-5.
- Experience, Evidence, and Sense: The Hidden Cultural Legacy of English. Oxford University Press, New York NY, 2010, ISBN 978-0-19-536801-7.
- Imprisoned in English: The Hazards of English as a Default Language. Oxford University Press, New York NY, 2014, ISBN 978-0-19-932149-0.
- mit Cliff Goddard: Words and Meanings: Lexical Semantics Across Domains, Languages, and Cultures. Oxford University Press, Oxford, UK, 2014, ISBN 978-0-19-966843-4.